# (39422) 3109 T-2
3109 تي-2 (ويعرف أيضًا باسم (39422) 3109 تي-2 وفق تسمية الكوكب الصغير) (بالإنجليزية: 3109 T-2)‏ هو كويكب ضمن حزام الكويكبات؛ وترتيبه 39422 من حيث الاكتشاف.
اكتُشف هذا الجُرم الفلكي بواسطة كورنيليس جوهانس فان هوتن في 30 سبتمبر 1973.

## وصلات خارجية
- (39422) 3109 T-2 في قاعدة بيانات مختبر الدفع النفاث لأجرام النظام الشمسي الصغيرة

- الاكتشاف · مخطط المدار ·  العناصر المدارية · المعلمات المادية

- (39422) 3109 T-2 على موقع ويكي سكاي: DSS2, SDSS, GALEX, IRAS, Hydrogen α, X-Ray, Astrophoto, Sky Map, Articles and images